# Ghost in the Shell 2: Innocence
Pour les articles homonymes, voir Innocence et Ghost in the Shell (homonymie).
Série
Ghost in the Shell
Pour plus de détails, voir Fiche technique et Distribution.
Innocence (イノセンス, Inosensu) est un film d’animation japonais de Mamoru Oshii, sorti en 2004. L’appellation Ghost in the Shell 2 a été donnée pour des raisons commerciales lors de la distribution américaine du film en référence à Ghost in the Shell sorti en 1995. Innocence se déroule dans le même univers que Ghost in the Shell, dont il reprend certains personnages, et son intrigue a lieu chronologiquement après les événements du premier film, mais Innocence développe une histoire autonome, qui ne nécessite pas la connaissance du premier film pour être comprise. Il est présenté en compétition pour la Palme d'or au Festival de Cannes.

## Synopsis
Innocence débute par une citation paraphrasée de L'Ève future d'Auguste de Villiers de l'Isle-Adam :
« Si nos dieux et nos espoirs ne sont rien d'autre que des phénomènes scientifiques, alors notre amour est également scientifique. ».
Batou est un cyborg : un humain amélioré à l'aide de prothèses mécaniques et électroniques, il appartient à l'unité d'élite de la section 9 (anti-terrorisme) œuvrant pour le gouvernement. Il ne peut se défaire du souvenir d'une femme cyborg qu'il a jadis aimée, le major Kusanagi, disparue dans la matrice, le réseau des réseaux. Épaulé par son partenaire humain Togusa, il va lui falloir déjouer un complot cybernétique. Des gynoïdes (robots humanoïdes d'apparence féminine), servant à assouvir les désirs sexuels humains, massacrent leurs acquéreurs avant de s'autodétruire.
Batou est accompagné de la pensée (du ghost) du major Kusanagi, selon ses propres termes son ange gardien; ou plutôt de l'être issu de la fusion de la conscience du major et du Puppet Master, un programme informatique (connu sous le nom de « projet 2501 ») et agent intelligent autonome né de l'océan de l'information, susceptible de s'incarner dans un corps et qui a échappé à ses concepteurs (voir Ghost in the Shell).
Batou et Togusa vont alors enquêter dans des milieux terroristes et mafieux pour découvrir qui manipule les esprits, afin de connaitre le secret de fabrication et le principe vital qui anime ces gynoïdes tueuses. Ils se retrouveront dans une espèce de musée de l'automate ou de la « vie artificielle », qui peut faire référence au muséum d'histoire naturelle de Ghost in the Shell.
Enfin, Batou découvrira le secret des gynoïdes sur un bateau surarmé qui croise au large dans les eaux internationales et qui sert d'usine de fabrication, en pénétrant grâce à son ange gardien le système informatique surprotégé. Les gynoïdes ont été volontairement altérées pour tuer leur acquéreurs; le responsable de cette altération a ainsi voulu attirer la police sur la manière de fabriquer les gynoïdes : le trafic de femmes dans le but de récupérer leur ghost, et ainsi obtenir des gynoïdes plus réalistes.

## Fiche technique
- Librement inspiré d'un manga de Masamune Shirow
- Réalisation et scénario : Mamoru Oshii
- Design des personnages : Hiroyuki Okiura
- Photo : Miki Sakuma
- Musique : Kenji Kawai
- Production : Mitsuhisa Ishikawa (en) et Toshio Suzuki
- Studio : Production I.G
- Sociétés de distribution : Tōhō (Japon) ; Go Fish Pictures (en) (Amérique du Nord) ; Manga Entertainment (UK)
- Langue : japonais
- Durée : 99 minutes

## Doublage
|                                            | Japonais           | Français            |
| ------------------------------------------ | ------------------ | ------------------- |
| Batou                                      | Akio Ōtsuka        | Daniel Beretta      |
| Major Motoko Kusanagi                      | Atsuko Tanaka      | Melody Dubos        |
| Togusa                                     | Kōichi Yamadera    | Adrien Antoine      |
| Daisuke Aramaki                            | Tamio Ōki          | Jean-Claude Sachot  |
| Ishikawa                                   | Yutaka Nakano (en) | Jean-Yves Chatelais |
| Haraway                                    |                    | Manoëlle Gaillard   |
| Kim                                        |                    | Georges Claisse     |
| Gynoïde                                    |                    | Florine Orphelin    |
| Cyborg docteur                             |                    | Jean-Michel Farcy   |
| Voix de l'ordinateur pendant la conférence |                    | David Krüger        |
| Voix du terminal                           |                    | Patrick Borg        |
| Narration du prologue                      |                    | Marc Alfos          |

## Production
Innocence est le quatrième film d'animation à concourir en sélection officielle du Festival de Cannes (2004) depuis La Planète sauvage (1973) et les deux premiers volets de la Saga Shrek. Il n'y a remporté aucun prix.